# ایگور ویسوچانسکی
ایگور ویسوچانسکی (اوکراینی: Высочанский Игорь Брониславович؛ زادهٔ ۳ مهٔ ۱۹۶۸) بازیکن فوتبال اهل اتحاد جماهیر شوروی سوسیالیستی است.